# Societat de la Doctrina Cristiana
La Societat de la Doctrina Cristiana (en llatí: Societas Doctrinæ Christianæ) és una associació catòlica de fidels, dedicada a l'apostolat. Els seus membres posposen al nom les sigles S.D.C..

## Història
Fou fundada a Ħamrun (Malta) per Ġorġ Preca. Catequista i evangelitzador de joves i adults, en 1907, ja ordenat sacerdot, va agrupar diversos joves sota el nom de MUSEUM, acrònim de Magister Utinam Sequatur Evangelium Universus Mundus (Mestre, pugui seguir l'Evangeli el món sencer!). L'associació es dedicaria a l'ensenyament de la doctrina cristiana i fou aprovada per l'arquebisbe de Malta, Mauro Caruana, en 1932.
Des de la seva fundació, els superiors generals han estat:
- Eugenio Borg (1911–1967), un dels primers deixebles de Preca
- Francesco Saliba (1967–1983)
- Victor Delicata (1983–2009)
- Natalino Camilleri (des de 2009)

Hi ha dues branques: femenina (des de 1910) i masculina. Els seus membres, laics, es dediquen a la catequesi i l'ensenyament de la doctrina en escoles i parròquies. Emeten vots religiosos temporals: de castedat, d'obediència a les constitucions religioses i als superiors i un vot especial de perdonar els enemics.
La Societat té 53 centres masculins i 43 femenins arreu de Malta. A Gozo, hi ha deu centres masculins i set de femenins. Fora, també treballa en Austràlia, el Regne Unit, Kenya, Albània, Perú, Polònia i Cuba.